# Hymenophyllum uncinatum
Hymenophyllum uncinatum là một loài dương xỉ trong họ Hymenophyllaceae. Loài này được Sim mô tả khoa học đầu tiên năm 1915.
Danh pháp khoa học của loài này chưa được làm sáng tỏ. 